# 蛙口棘蓋鯰
蛙口棘蓋鯰，為輻鰭魚綱鯰形目毛鼻鯰科的其中一種，為熱帶淡水魚，分布於南美洲巴拉圭河流域，本魚棲息在底層水域，體長可達3.2公分，生活習性不明。